# Linou
La localidad de Linou está situado en la región de Solea del distrito de Nicosia, a tres kilómetros al sur de las minas Skouriotissa, entre Katydhata y Pano Flasou. Está a unos 48 km por el sur al oeste de la capital Nicosia y en una elevación media de 256 metros. Tiene una lluvia promedio de alrededor de 360 milímetros. 

## Datos básicos
El nombre Linou (también considerado con la ortografía Linu) significa "lagar" en griego antiguo. También se puede concluir que el nombre de la aldea era probablemente de Linon (lino), que se cultiva en Chipre desde la antigüedad para la producción de tela de lino. Otros creen que el nombre de Linou se relaciona con la adoración, en la antigüedad, de Linou, hijo de Apolo y Psamathis.
El pueblo existía con el mismo nombre en la época medieval y fue feudo durante los lusitanos y el período veneciano. En los mapas antiguos se muestra como Linu. Desde la época otomana hasta 1964, Linou era un pueblo mixto con una pequeña minoría turco-chipriota.
Su entorno se caracteriza por la presencia de árboles de oliva, cítricos, unas pocas verduras (tomates), cereales, legumbres y algunos frutales (manzanos, perales, ciruelos y nísperos). También se caracteriza por la presencia de grandes las tierras no cultivadas, cubiertas con plantas naturales silvestres (en su mayoría por pinos).
Los lugares de culto existentes en la localidad son:
- La Iglesia de Chrysopantanassa. Construida en 1905.
- La Capilla de Agia Marina. Fecha de construcción desconocida.
- La capilla del Profera Elías. Construida en 1995.
- La capilla de Agii Saranta. Del año 1997.

## Conflicto intercomunal
Hasta 1964, el pueblo mixto, aunque los turcochipriotas no excedieron los diez familias. En el censo otomano de 1831, los cristianos (grecochipriotas) constituían la mayoría de la población con un 86% (60 varones). En 1891, este porcentaje se redujo al 77% (GC 172, TC 52). Durante todo el siglo XX, mientras que la población grecochipriota aumentó de forma constante, la población turcochipriota fluctuó y, finalmente, disminuyó. En 1960, los grecochipriotas eran 320 y los turcochipriotas 18).
El primer desplazamiento relacionado con el conflicto se produjo durante las tensiones intercomunales de 1958. La mayoría de los habitantes turcochipriotas de Linou huyeron del pueblo y se mudaron a zonas más seguras. Dieciocho personas regresaron después de 1960. Sin embargo, fueron desplazados por segunda vez durante los disturbios entre comunidades en enero de 1964 (18) que se trasladaron a la ciudad de Lefka / Lefke. Ninguno de los turcochipriotas Linou regresó a su pueblo. Hoy, la mayoría de ellos se encuentran dispersos por todo el norte de Chipre, con una concentración en Morphou / Güzelyurt y Lefka / Lefke.

## Población actual
Desde 1974, la población ha estado en declive, debido principalmente a la migración a las ciudades. En 1973 los pobladores eran 300 (todos los grecochipriotas), aumentando a 349 en 1976, pero se reduce a 332 en 1982.
En el último censo de población de 2021. De acuerdo a los datos preliminares, los pobladores son 152.